# Пройс, Готлиб Траугот
Карл Готлиб Траугот Пройс (нем. Carl Gottlieb Traugott Preuss, 1795 — 11 июля 1855) — немецкий (силезский) миколог и аптекарь в Хойерсверде.

## Биография
Родился в 1795 году. С 1834 года работал аптекарем и санитетсратом в Хойерсверде.
Участвовал в написании монографии Якоба Штурма Deutschlands Flora, подготовил значительную часть раздела, посвящённого грибам Германии (часть была издана уже после его смерти).
В 1851—1855 годах издал серию публикаций в журнале Linnaea, выделил около 40 новых родов грибов и описал свыше 340 новых видов, обнаруженных им в Центральной Германии. Первоначально этот материал планировалось издать в составе монографии Штурма, однако последний умер в 1848 году, и Пройс решил опубликовать статьи в журнале. Вскоре, однако, издание монографии было продолжено сыном Штурма.
Скончался 11 июля 1855 года от апоплексического удара.

## Некоторые научные работы
- Preuss G. T. Uebersicht untersuchter Pilz // Linnaea. — 1851. — Vol. 24. — P. 99—128.
- Preuss G. T. Uebersicht untersuchter Pilz // Linnaea. — 1852. — Vol. 25. — P. 723—742.
- Preuss G. T. Uebersicht untersuchter Pilz // Linnaea. — 1855. — Vol. 26. — P. 705—742.

## Роды грибов, названные именем Г. Пройса
- Preussia Fuckel, 1867
- Preussiaster Kuntze, 1891 — Cordana Preuss, 1851